# Stevie Brock
Stephen Ray Brock (Dayton, Ohio, 23 de octubre de 1990), más conocido como Stevie Brock, es un cantante estadounidense. Firmó un contrato con WIRE Records en 2002 y lanzó su álbum debut homónimo en 2003.
Desde entonces, Brock ha aparecido en Radio Disney y en varias de sus recopilaciones.

## Biografía y carrera
En 2002, a los once años, fue descubierto en su ciudad natal Dayton, y firmó con WIRE Records, compañía con sede en Orlando y propiedad de Johnny Wright. Su primer sencillo exitoso fue una versión de "All for Love" de Color Me Badd. Su álbum debut homónimo, lanzado el 10 de junio de 2003, incluye el video musical de la canción. Brock fue el vocalista invitado en el sencillo "Boy Next Door" de Triple Image (también en WIRE Records).
En 2003, Brock realizó una gira con Aaron Carter en "Aaron's Jukebox World Tour", y luego realizó una gira con Radio Disney, apareciendo en el Jingle Jam Tour con Greg Raposo y Jesse McCartney, el Spring Thing Tour de Jump5 en 2004, entre otros. Más tarde, en 2004, apareció en Radio Disney Jams, Vol. 6 ("All for Love"), DisneyMania 2 (" Zip-A-Dee-Doo-Dah ") y Radio Disney Jingle Jams ("Santa Claus Is Coming to Town"). Brock también se asoció con los exmiembros de Dream Street Greg Raposo y Matt Ballinger para grabar "Three Is a Magic Number" para la banda sonora de la película animada de Disney Mickey, Donald, Goofy: The Three Musketeers.
Brock se graduó en 2009 de Centerville High School en Centerville, un suburbio de Dayton, Ohio. A finales de 2013, Brock se unió a tres de sus antiguos compañeros de secundaria (Dan Cox, Bill Reilich y Dan Burtenshaw) para formar un grupo llamado The Cream Pies. El 9 de enero de 2014, The Cream Pies grabaron un homenaje musical humorístico a la presentadora de programas de televisión Ellen DeGeneres y lo publicaron en su canal de YouTube. DeGeneres presentó el video el 15 de enero de 2014 e invitó a The Cream Pies a aparecer como invitados en una futura edición de The Ellen DeGeneres Show. Aceptaron su invitación y aparecieron en la emisión del 22 de enero de 2014.
En 2018, Stevie apareció en el programa de competencia de canto de Fox Broadcasting Company, The Four: Battle For Stardom, pero terminó siendo eliminado.

## Discografía
Álbumes
- 2003: Stevie Brock

Sencillos
- All For Love (2003)
- If U Be My Baby (2003)
- You Don't Have To Say (2019)
- Sweet Tooth (2021)
- Chill (2022)
- All About You (2023)
- YDLHNM (2024)

## Bandas sonoras y colaboraciones
- Celebrate (Triple Image) (2002) - "the boy next door"
- Radio Disney Jams, Vol. 6 (2003) – "All for Love"
- Disneymania 2 (2004) – "Zip-A-Dee-Doo-Dah"
- Radio Disney Jingle Jams (2004) – "Santa Claus Is Coming to Town"
- Mickey, Donald, Goofy: The Three Musketeers soundtrack (2004) – "Three Is a Magic Number" (con Greg Raposo y Matt Ballinger)